# Vishnu Reddy
| 78118 Bharat        | 4 luglio 2002     |
| 114703 North Dakota | 24 marzo 2003     |
| 115434 Kellyfast    | 5 ottobre 2003    |
| 133432 Sarahnoble   | 22 settembre 2003 |
| 156939 Odegard      | 24 marzo 2003     |
| 175204 Gregbyrne    | 31 marzo 2005     |
| 187447 Johnmester   | 29 novembre 2005  |
| 189945 Teddykareta  | 4 ottobre 2003    |

Vishnu Reddy (...) è un astronomo indiano.
Appassionato di astronomia fin da piccolo, intraprese inizialmente una carriera da giornalista a Nuova Delhi. Incontrato l'astronomo Tom Gehrels per un'intervista, si convinse a divenire ricercatore.
Svolge la propria attività all'Università del Dakota del Nord.
Il Minor Planet Center gli accredita la scoperta di ventidue asteroidi, effettuate tra il 2002 e il 2005.
Gli è stato dedicato l'asteroide 8068 Vishnureddy.